# 宮井親造
宮井 親造（みやい しんぞう、1892年7月 - 没年不詳）は、日本、朝鮮の検察官。

## 経歴
宮井紋太郎の長男として福岡県に生まれる。1912年福岡県立中学修猷館、1915年7月第五高等学校英語法律科を経て、1918年7月東京帝国大学法科大学法律学科（英法）を卒業。
卒業後ただちに任官し、横浜、函館、札幌、京都、高知、舞鶴、豊岡の各裁判所の検事を歴任した後、1936年に朝鮮に渡り、京城覆審法院、光州地方法院、木浦支庁、大邱覆審法院の各検事を経て、大田地方法院検事正、新義州地方法院検事正、光州地方法院検事正、咸興地方法院検事正を歴任する。咸興の検事正時代に終戦を迎え、ソビエト連邦に抑留され、点々と各地を引き回された。
帰国後、2年ほど弁護士をした後、1949年に福岡高等検察庁の検事となり、1955年9月に停年退職し、再び弁護士を開業した。